# Japanse zeepissebed
De Japanse zeepissebed (Ianiropsis serricaudis) is een pissebeddensoort uit de familie Janiridae. De wetenschappelijke naam van de soort werd in 1936 voor het eerst geldig gepubliceerd door Gurjanova.

## Verspreiding
De Japanse zeepissebed is een kleine, vrijlevende, zeepissebed. Deze soort is inheems in het noordwesten van de Stille Oceaan uit Rusland, Japan en Korea. Geïntroduceerde populaties zijn bekend van de oost- en westkust van Noord-Amerika en Europa. Het komt voor in kustvervuilende gemeenschappen op natuurlijke en kunstmatige substraten waar het schuilt tussen algen en ongewervelde dieren. Waarschijnlijke vectoren voor de verspreiding van deze pissebed zijn scheepsvervuiling, ballastwater en oesteraquacultuur.